# Krolloper

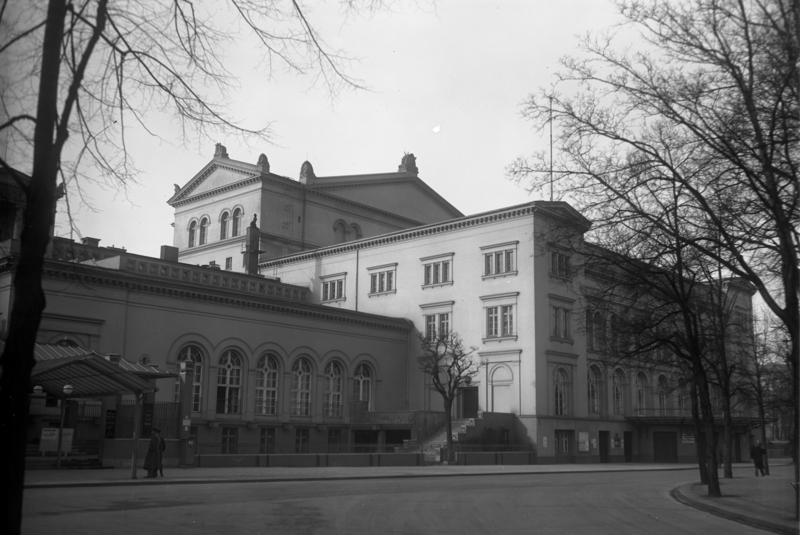
Krolloper omkring 1930.

Krolloper, tidvis också under namnet Kroll’scher Wintergarten eller Krolls Etablissement, var ett byggnadskomplex i stadsdelen Tiergarten i Berlin, vid dagens Platz der Republik. Under en omväxlande historia fungerade byggnaderna från 1844 till 1951 som i tur och ordning nöjeslokal, komediscen, textillager, operahus och under Nazityskland från 1933 som ersättningslokaler för den tyska Riksdagen, efter att Riksdagshuset brunnit detta år. Efter omfattande skador på huvudbyggnaden under andra världskriget kom trädgårdsserveringen att drivas vidare som dansställe i några år innan alla rester av huset slutligen revs 1957.

## Historia

### Under familjen Kroll (1844–1894)

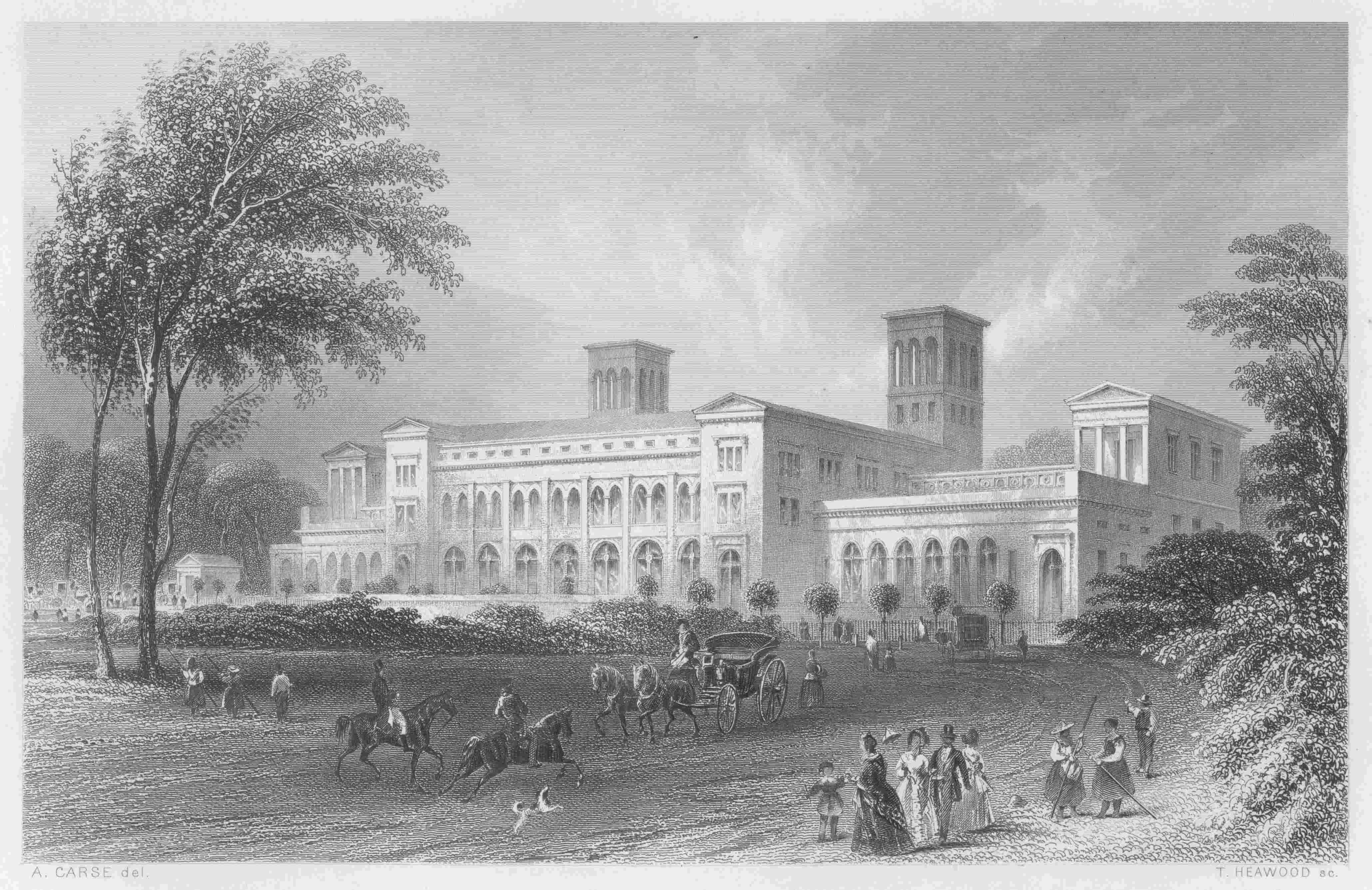
Krolls Etablissement omkring 1850.

Huset byggdes ursprungligen 1844 som nöjeslokal av nöjesentreprenören Joseph Kroll efter att kung Fredrik Vilhelm IV upplåtit mark i Tiergarten för två vinterträdgårdar, salar och sällskapsrum för sammanlagt upp till 5000 gäster. Att kungen personligt engagerat sig i projektet tog sig bland annat uttryck i att den kunglige byggmästaren Ludwig Persius och arkitekterna Carl Ferdinand Langhans och Eduard Knoblauch medverkade vid byggnadens utformning. Efter en framgångsrik inledning med många baler och arrangemang, samt gästframträdanden av musikern och kompositören Johann Strauss den yngre, som dock inte ansåg sina verk lämpliga för Berlinpublikens smak, uppstod snart ekonomiska svårigheter för Kroll att driva nöjeslokalen. Joseph Kroll avled 1848 i en leversjukdom. Hans dotter Auguste övertog då verksamheten och genomförde en rad moderniseringar. Hon började med uppträdanden av djurtämjare och lät bygga till en scen i Königssaal, där bland annat teaterstycken, folklustspel och farser uppfördes. Även enstaka operastycken, som Friedrich von Flotows Martha och Rossinis Barberaren i Sevilla uppfördes. 
Auguste Kroll gynnade särskilt kompositören Albert Lortzing, vars operor Tsar och timmerman, Undine och Vapensmeden framfördes här. Till följd av Krolloperans dåliga ekonomi kom dock Lortzing att bara erhålla en mycket blygsam ersättning och han levde under sina sista år i Berlin på existensminimum.

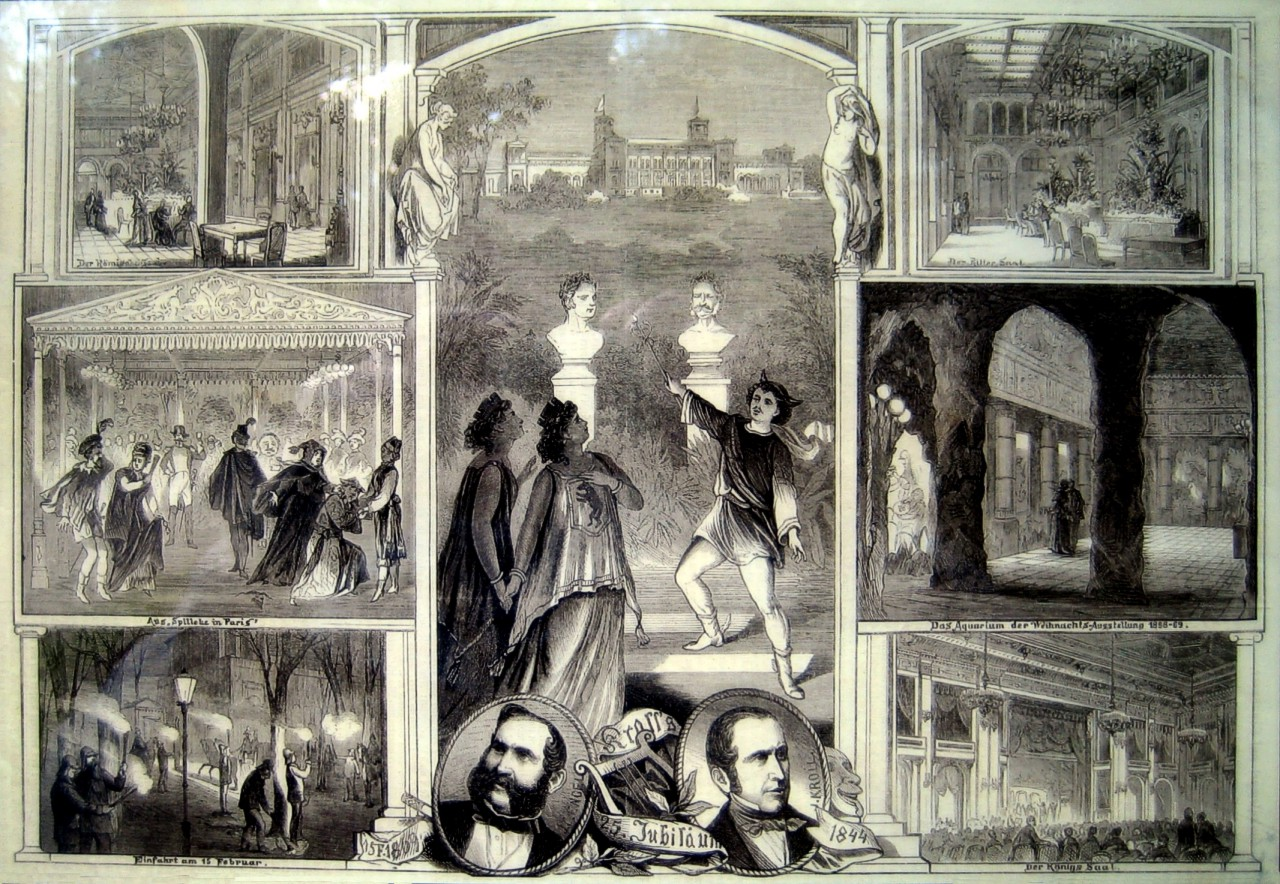
Annons för Krolloperans 25-årsjubileum 1869, med Joseph Kroll och Jakob Engels porträtt nedtill.

I februari 1851 brann huvudbyggnaden ned i en större brand som orsakats av att den för tiden moderna gasbelysningen antänt teaterkulisserna. Med hjälp av brandförsäkringen kunde dock Auguste Kroll låta bygga upp Krolloperan med ännu praktfullare och ändamålsenligare lokaler, nu efter ritningar av Eduard Titz. År 1853 gifte sig Auguste Kroll med den ungerske musikern Jakob Engel, som även var Krolloperans kapellmästare. Under hans inflytande kom det musikaliska konsertprogrammet att bli mer anspråksfullt, så att man förutom de mer lättillgängliga verken även framförde verk av Richard Wagner som Otello. Som tidigare fortsatte dock de ekonomiska problemen och efter stängningen 1855 tog en av fodringsägarna över driften. Efter att inte heller han kunnat uppnå lönsamhet köpte så småningom Jakob Engel tillbaka Krolloperan efter en tvångsförsäljning 1862 och fortsatte att driva operan vidare med enklare uppsättningar. På grund av den tilltagande konkurrensen från andra nystartade privatteatrar samt planerna under 1870-talet på att omgestalta området kring Königsplatz (nuvarande Platz der Republik), fortsatte dock verksamheten att bedrivas med dålig lönsamhet och ständigt nedläggningshot. 1885 blev operan den första teatern i Berlin med elektrisk belysning, men efter Jakob Engels död 1888 och sonens försök att driva verksamheten vidare med sjunkande publiksiffror kom Krolloperan till slut att säljas 1894.

### Statligt operahus (1894–1933)

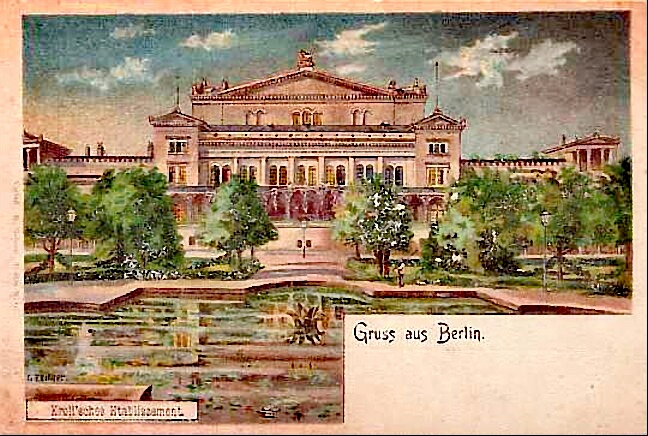
Krolloperans fasad omkring 1890.

Den nye ägaren var Julius Bötzow, ägare till Bötzowbryggeriet, som drev de gamla lokalerna vidare som restaurang med enstaka konsertarrangemang. 1895 lät han uppföra en ny scenbyggnad med en entrébyggnad mot trädgården och 1896 såldes byggnaden till den preussiska kungliga teatern under namnet Neues Königliches Operntheater. Den kom huvudsakligen att fungera som ersättningsscen i samband med ombyggnationer i lokaler för de befintliga statliga ensemblerna, men det gjordes även enstaka egna produktioner, som konserter med Enrico Caruso och med moderna kompositörer som Igor Stravinskij och Gustav Mahler, och publiksuccéer som 98 föreställningar av Läderlappen av Johann Strauss.

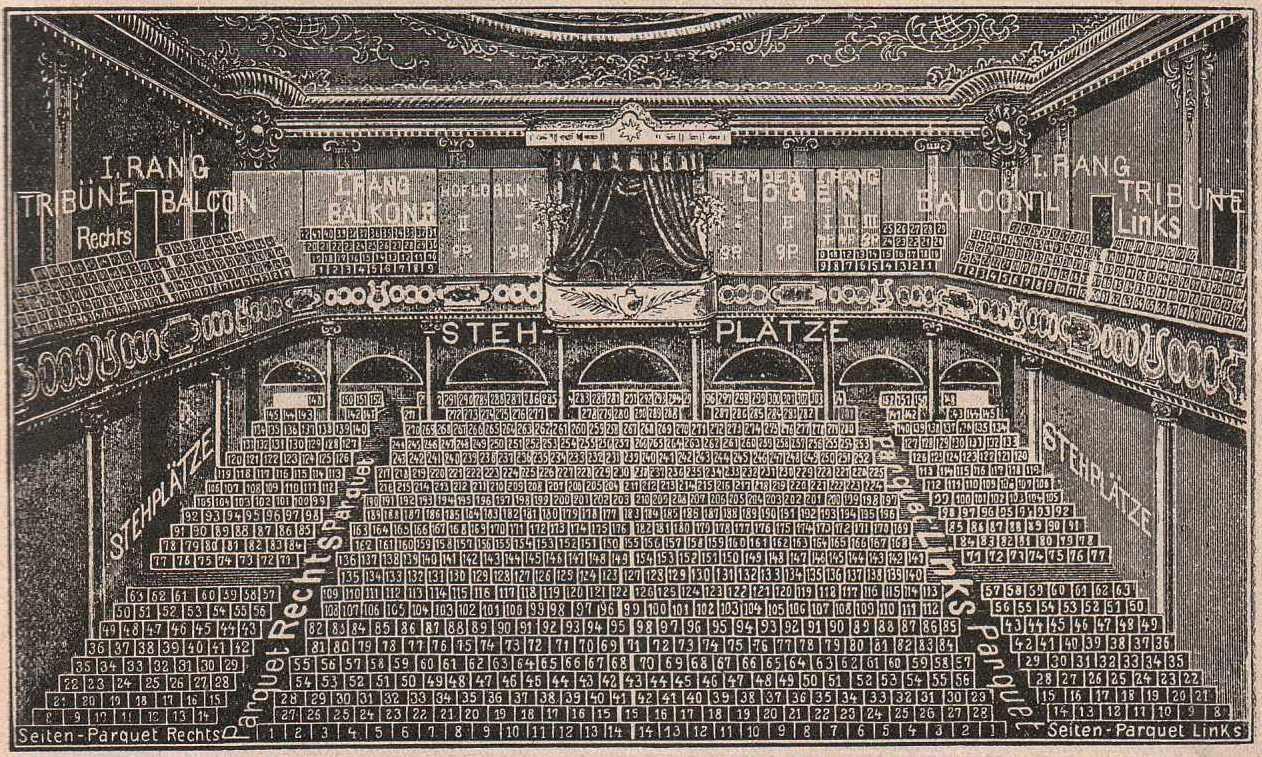
Salongsplan för Krolloperan från 1912.

Kejsar Vilhelm II hade önskemål om att bygga ut Krolloperan till ett större och mer praktfullt operahus med minst 2500 platser, under projektnamnet "Neues Königliches Opernhaus Berlin". Ursprungligen var planen att riva den historiska Staatsoper vid Unter den Linden för en permanent flytt. 1909 hade planerna tagit mer konkret form och Krolloperans tomt reserverades för nybyggnation. Berlins stadsbyggnadsråd och arkitekt Ludwig Hoffmann presenterade 1913 ett utkast som godkändes och finansierades genom beslut av Preussens deputeradekammare, men efter att några inledande rivningsarbeten gjorts sommaren 1914 avbröts projektet i och med utbrottet av första världskriget 1 augusti 1914. Under kriget användes de av lokalerna som fortfarande var i brukbart skick som lager för ull och lump som samlats in för krigsinsatsen genom en riksomfattande kampanj. Trädgården användes sommartid för dagverksamhet för soldater som sårats i kriget. 
Direkt efter krigsslutet fick Ludwig Hoffmann i uppdrag av kulturministeriet att färdigställa det stora nya operahuset, nu som folkets operahus. Planen avbröts snart när pengar saknades och en ny minister tillträdde. År 1920 slöt Verein der Berliner Volksbühne ett hyresavtal med den preussiska staten där man förband sig att återuppbygga byggnaden som hade omfattande renoveringsbehov. Fasaden utformades efter Hoffmanns tidigare ritningar och den stora salen för närmare 2500 åskådare ritades av teaterarkitekten Oskar Kaufmann i en stil som av samtida kritiker kallades "expressionistisk rokoko". Samtidigt uppfördes nya terrasser i trädgården och en utomhusscen; dessutom planerade Kaufmann en festsal för 5000 personer. Projektet kom till slut att kraftigt överskrida Volksbühnes budgetutrymme och staten blev tvungen att bära kostnaderna för att färdigställa operahuset och ta över driften. Operahuset öppnade åter 1 januari 1924 som andra scen för Staatsoper Unter den Linden, med en uppsättning av Mästersångarna i Nürnberg av Richard Wagner med Erich Klebner som dirigent. Efter att Königsplatz 1926 officiellt bytt namn, fick även operahuset det officiella namnet Staatsoper am Platz der Republik. I folkmun fortsatte dock huset att som tidigare kallas Krolloper. 

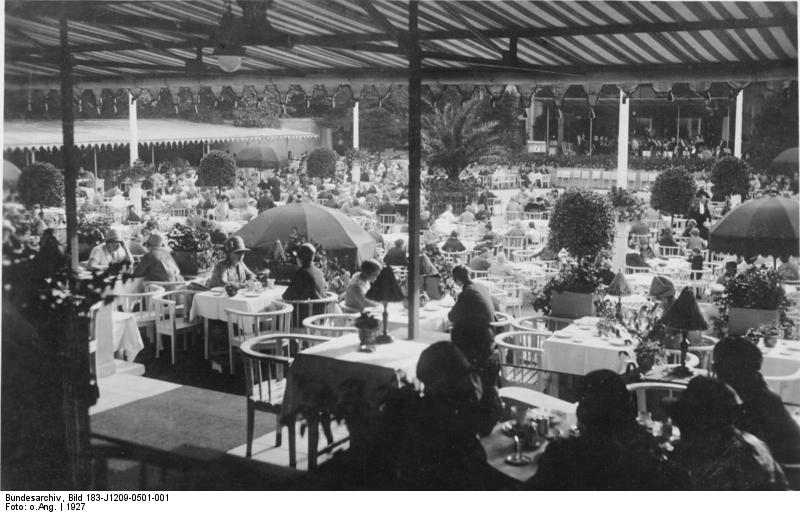
Krolloperans utomhusservering, 1927.

Det visade sig med tiden att de två separata operahusen inte var en praktisk lösning för sångare och musiker. Den sammanslagna verksamheten delades åter upp och dirigenten Otto Klemperer utsågs till direktör och konstnärlig ledare för den tidigare Krolloperan. Detta blev inledningen på en musikalisk blomstringstid för operahuset, som öppnade 19 november 1927 med en uppsättning av Fidelio av Ludwig van Beethoven. Klemperers mål var att förnya operan som konstform. På mindre än fyra år sattes 44 olika verk upp, bland andra uruppföranden av verk av Arnold Schönberg, Ernst Krenek, Paul Hindemith, Igor Stravinskij och Leoš Janáček. Som dirigenter verkade Otto Klempner själv, Alexander von Zemlinsky och Fritz Zweig; som regissörer verkade Jürgen Fehling, Ernst Legal, Gustaf Gründgens och Hans Curjel; som scenografer Ewald Dülberg, Caspar Neher, László Moholy-Nagy, Teo Otto, Oskar Schlemmer och Giorgio de Chirico.

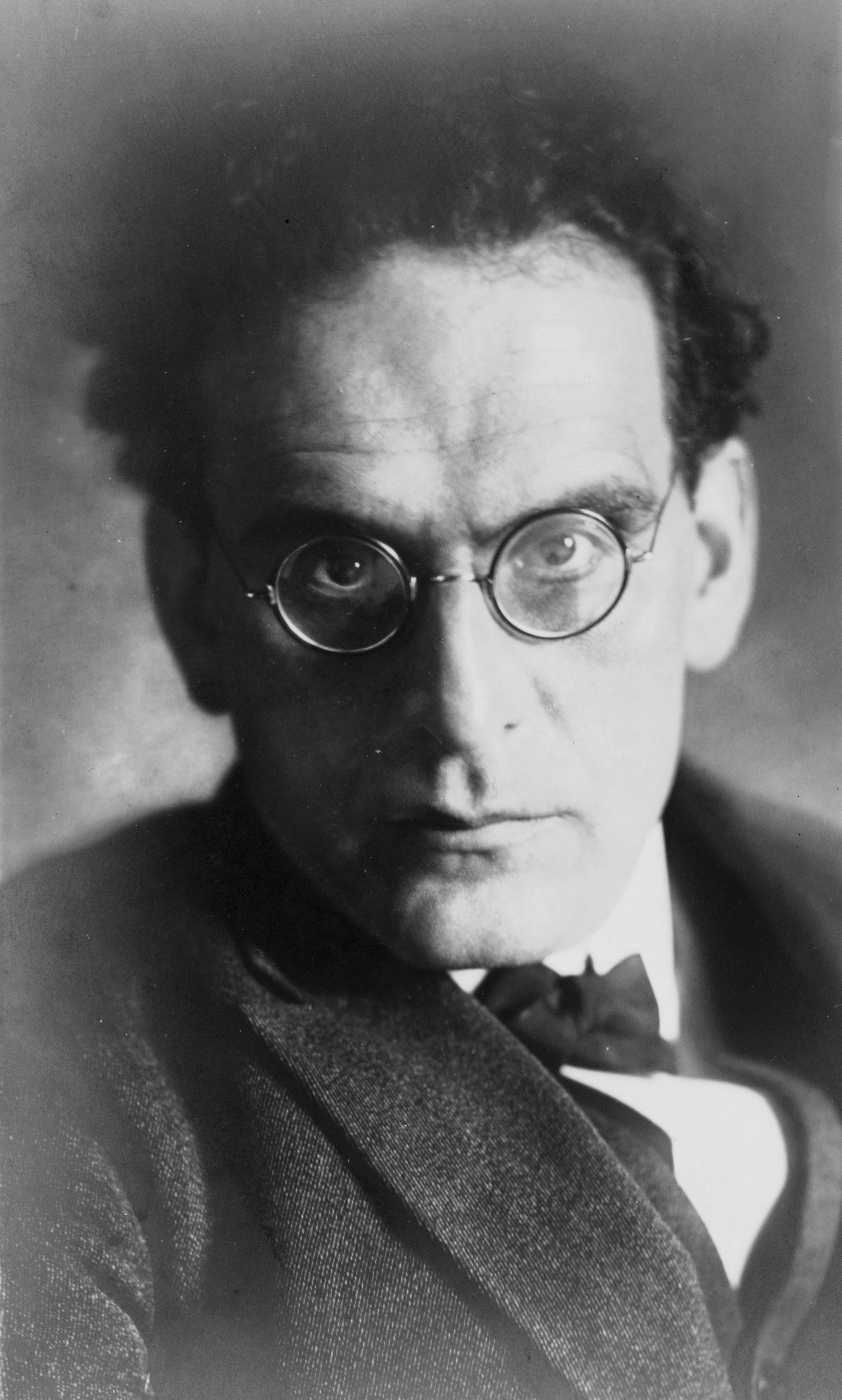
Otto Klemperer.

Operans ensemble under Klemperer producerade många verk som i efterhand framstått som banbrytande. Föreningen av verk och iscensättande, av musik och teater ledde till att en modern modell för operauppsättningar växte fram, som efter andra världskriget kunde bilda modell för en ny form av opera som till exempel Komische Oper Berlin under Walter Felsenstein. I Weimarrepublikens samtid var reaktionerna ytterst blandade. Den mer progressivt orienterade delen av den bildade medelklassen applåderade. Publiken från Volksbühne, som erhöll 50 procent av biljetterna, var däremot huvudsakligen skeptisk - man förväntade sig konventionella uppsättningar och uppskattade inte den moderna operaestetiken. Politiska partier till höger väckte frågan om att stoppa operans "kulturbolsjevism". Stängningen förordades även av Preussens generalintendent för statsteatrarna Heinz Tietjen, och Preussens lantdag beslutade att stänga operan med hänvisning till att man under den ekonomiska depressionen saknade medel för att driva tre separata operahus i Berlin. Den sista föreställningen på Krolloperan spelades 3 juli 1931, Figaros bröllop av Wolfgang Amadeus Mozart. Otto Klempener kommenterade senare stängningen med att han gjort allt i mänsklig makt för att förhändra Krolloperans stängning, och att han klamrat sig fast vid den som en livsplan. Han processade till och med juridiskt mot den preussiska regeringen för att förhindra stängningen, men kunde inte nå någon förlikning och förlorade processen.

### Riksdagshus under Nazityskland (1933–1942)
Operahuset stod efter stängningen tomt i närmare två år. Adolf Hitler utnämndes till Tysklands rikskansler 30 januari 1933. Den 19 februari samma år ägde manifestationen Das Freie Wort rum på Krolloperan, där över 900 demokratiskt sinnade respektive antinazistiskt orienterade intellektuella protesterade mot nazisternas maktövertagande. Under natten till 28 februari 1933 skadades Riksdagshuset svårt i en brand, vilket användes av NSDAP som förevändning för en skoningslös förföljelse av den politiska oppositionen, främst KPD. Vid riksdagsvalet i mars lyckades koalitionen av NSDAP och DNVP tillsammans uppnå en absolut majoritet av platserna. Enligt Weimarförfattningen måste parlamentet sammanträda inom 30 dagar efter valdagen. Eftersom riksdagshusets plenarsal var oanvändbar, och av nazisterna framöver demonstrativt lämnades som ruin, valdes Krolloperan som ny sammanträdeslokal. Den 7 mars 1933 inleddes nödvändiga ombyggnadsarbeten. Taket till åskådarutrymmet sänktes och täcktes med tyg, då de befintliga takmålningarna ansågs opassande. På parkett installerades 647 sittplatser, långt fler än vad som vid denna tidpunkt var nödvändigt, eftersom 11 socialdemokrater satt i skyddshäkte, 15 socialdemokrater hade flytt, hindrats inträde eller låg på sjukhus, och de 81 KPD-mandaten redan förklarats ogilitiga.
 

Riksinrikesminister Wilhelm Frick (NSDAP) kommenterade situationen med följande:
| ” | När den nya riksdagen sammanträder, kommer kommunisterna genom mer angelägna och nyttigare arbetsuppgifter vara förhindrade att delta i sammanträdet. Dessa damer och herrar måste åter vänjas vid nyttigt arbete. Detta kommer de ges möjlighet till i koncentrationsläger. | „ |

Framöver kom nazisterna att använda riksdagens sammanträden i Krolloperan för att fatta en rad beslut som banade väg för enpartidiktaturen och anfallskrig och syftade till att legitimera dem. Den 23 mars 1933 beslutade riksdagen riksdagen Gesetz zur Behebung der Not von Volk und Reich, den så kallade Fullmaktslagen med stöd av de borgerliga partierna men motstånd från SPD, och upphävde därigenom Weimarrepublikens demokrati. I fortsättningen kunde den nazistiska regeringen utfärda lagar genom dekret, utan godkännande av Riksdagen och rikspresidentens underskrift. SPD:s protester möttes med hån av Hitler:
| ” | Ni talar om förföljelse - ni är självömkande, mina herrar, och inte ägnade för denna tid, om ni redan talar om förföljelse. | „ |

 Redan vid sammanträdet 12 december 1933 bestod Riksdagen enbart av ledamöter från NSDAP.

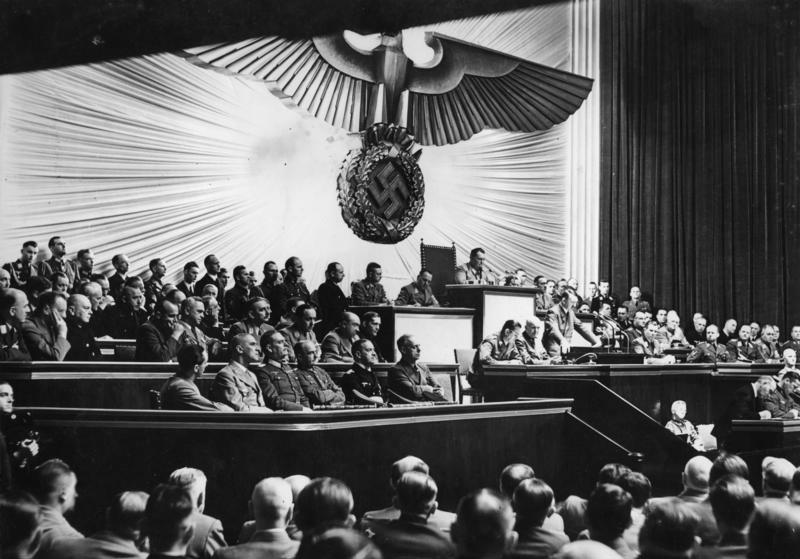
Hitler talar inför Riksdagen med anledning av krigsförklaringen mot USA, 1941.

De få riksdagssammanträden som skedde under de följande åren fungerade som plattform för Hitler, för att rättfärdiga morden på den interna partioppositionen efter Röhmkuppen, göra anspråk på de tidigare tyska kolonierna, firandet av Österrikes införlivande med Tyska riket och för att hota de västliga demokratierna med krig. Han lät också flera gånger förlänga Fullmaktslagen.
Tysklands första TV-sändning förevisades för allmänheten i Krolloper 18 april 1934.
Hitler meddelade den 1 september 1939 Tysklands överfall på Polen, som blev upprinnelsen till andra världskriget. I samband med Tysklands krigsförklaring mot USA den 11 december 1941 utmålade Hitler den amerikanske presidenten Franklin D. Roosevelt som sinnessjuk under ett tal inför Riksdagen i Krolloper. Riksdagens sista sammanträde den 26 april 1942 användes av Hitler för att omdefiniera nederlaget på östfronten som en triumf och låta sig utnämnas till "högste rättsskipare över alla tyskar".

### De sista åren (1942–1957)
Krolloper kom under en kort period att åter igen fungera som operahus: Ensemblen från Staatsoper Unter den Linden spelade föreställningar här parallellt med de sista två riksdagssittningarna, efter att det historiska operahuset vid Unter den Linden skadats under bombanfall från de allierade. I november 1943 kom även Krolloper att träffas av RAF:s bomber med omfattande skador som följd. Slaget om Berlin och Röda arméns stormning av Riksdagshuset den 30 april 1945 orsakade ytterligare skador.

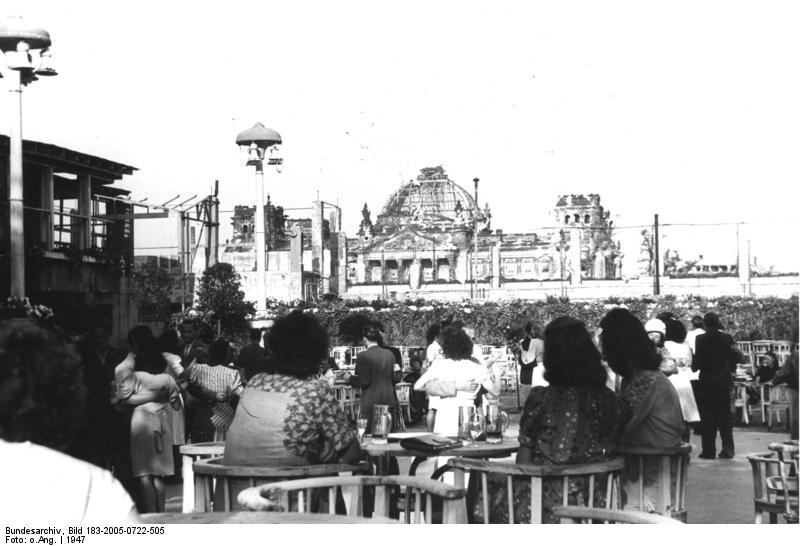
Dans i Krollgarten, 1947. I bakgrunden ruinerna av Krolloper och Riksdagshuset.

Redan 23 maj, endast 15 dagar efter krigsslutet, inleddes röjningsarbeten för att återställa trädgårdslokalen i användbart skick. Under sommarmånaderna hölls konserter och danstillställningar i Kroll-Garten. Efter att säsongen 1956 inte lönat sig lades den sista verksamheten i huset ned. Delar av huvudbyggnaden hade då redan sprängs bort och rivits 1951. Den 4 maj 1957 beslutade de lokala myndigheterna i Tiergarten att avlägsna de sista byggnadsresterna, och hösten 1957 var de sista spåren av Krolloper bortfraktade.
Den tidigare platsen för Krolloper är idag en gräsbeklädd yta mellan Heinrich-von-Gagern-Strasse, John-Foster-Dulles-Allee och Paul-Löbe-Allee i närheten av Bundeskanzleramt. Sedan augusti 2007 finns här en utförlig informations- och minnestavla på tyska och engelska som beskriver Krolloper och dess historia.